# Ziehkreisel

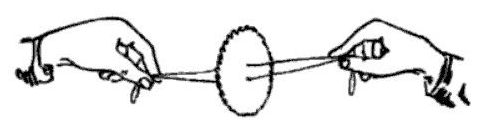
Ziehkreisel, Toy Buzzer

Ein Ziehkreisel besteht aus einer Scheibe mit zwei Löchern in der Mitte, durch die eine Kordel geführt wird. Dreht man nun die Kordel an beiden Enden in entgegengesetzten Richtungen auf und zieht diese anschließend auseinander, wird die Scheibe in Drehung versetzt. Dabei wirkt die Scheibe als Schwungrad und dreht die Kordel nach dem Auseinanderziehen je nach angewandter Kraft selbsttätig wieder auf.

## Trainingsgerät

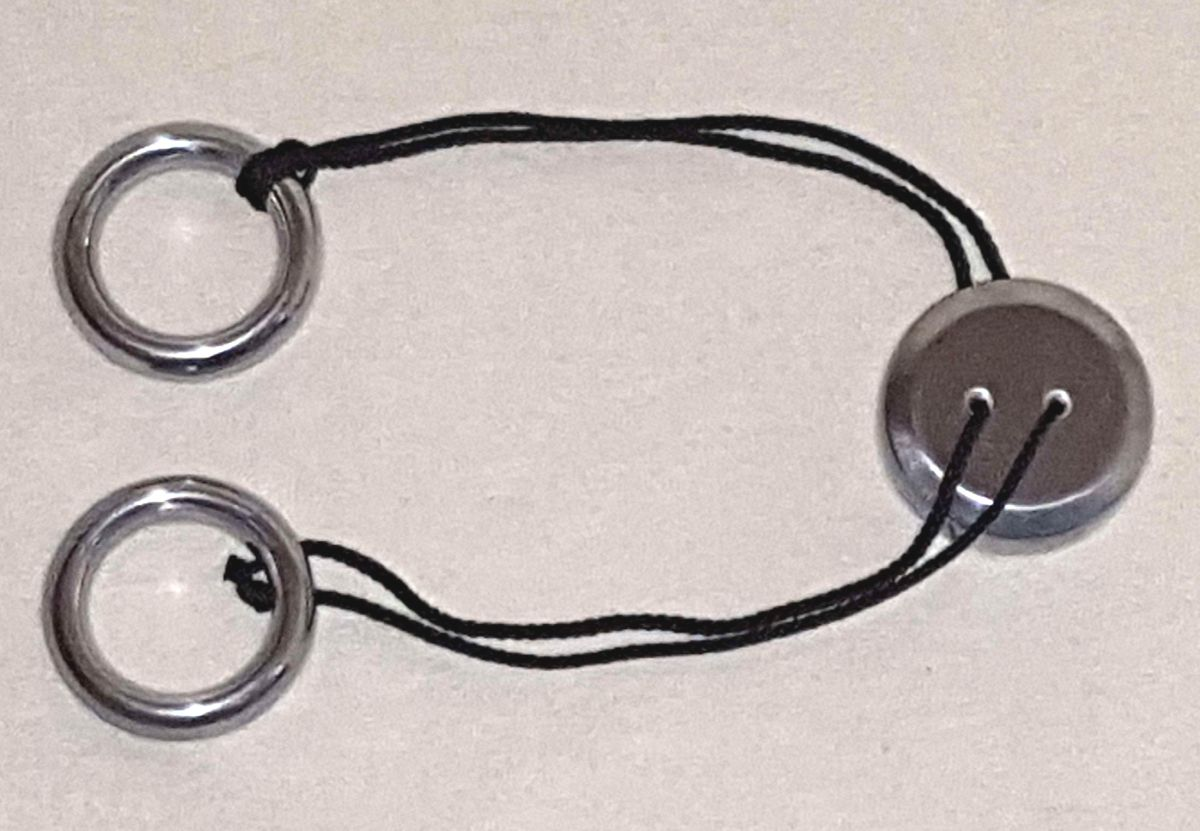
Rotationsexpander aus dem Fitnesspaket für die Belegschaft der Deutschen Postbank AG

Unter der Bezeichnung Rotationsexpander wird der Ziehkreisel zum Trainieren der Oberkörpermuskulatur und vorbeugend gegen Haltungsschäden verwendet. Hierbei wirken das Anspannen und Entspannen der Muskulatur sowie die bei der Rotation der Scheibe entstehenden Vibrationen je nach Position des Gerätes vor oder hinter dem Körper auf verschiedene Muskelpartien.